# 蘿樂娜的鍊金工房 ～亞蘭德之鍊金術士～
《蘿樂娜的鍊金工房 ～亞蘭德之鍊金術士～》是由Gust所製作的一款PlayStation 3的角色扮演遊戲。初版在2009年6月25日發行於日本，並在2010年發行北美版與歐洲版。
《蘿樂娜的鍊金工房》是《鍊金術士系列》的第十一部作品。承襲了系列的特點，《蘿樂娜的鍊金工房》的內容也強調「物品合成」。此作是第一部發行於PlayStation 3的鍊金術士系列作品，而且也是第一部使用三維電腦圖形的鍊金術士系列作品。
《新・蘿樂娜的鍊金工房 起始的故事～亞蘭德之鍊金術士～》（日语：ロロナのアトリエ 〜ロロナと偉大な錬金術士〜）於2013年11月21日在日本發售PS3與PSV兩款主機對應版本遊戲，該遊戲大幅改良了原作的各項人物與場景模組以及遊戲系統模式等諸多項目。另外於2015年6月4日在日本發售3DS版本對應了3DS上獨有的3D立體顯示，追加戰鬥系統變更使用及自由選擇難度，並且追加前傳故事「亞斯特麗德的鍊金工房」（アストリッドのアトリエ）作為3DS版本獨特要素。以《新・蘿樂娜的鍊金工房 起始的故事～亞蘭德之鍊金術士～》為基礎的《蘿樂娜的鍊金工房 ～亞蘭德之鍊金術士～ DX》於2018年9月20日在日本發售PlayStation 4與任天堂Switch兩款新型主機對應版本遊戲，Microsoft Windows版本則於同年12月4日發售。
《蘿樂娜的鍊金工房》的續作《托托莉的鍊金工房 ～亞蘭德的鍊金術士2～》于2010年6月24日在日本發售。

## 遊戲內容
《蘿樂娜的鍊金工房》的內容是由四個主要元素所構成，分別是：地圖場景、戰鬥畫面、鍊金術系統以及視覺小說系統。角色的移動可在「城邦圖」與「場景」之間做互換。城邦圖畫面呈現的是亞蘭德鎮與週邊的主要地點。而場景（例如：城鎮內、森林中）是遊戲人物可互動與探索的環境，玩家可以在場景與其他人物交談、搜集材料、或與敵人接觸。敵方角色在場景中是可見的，因此玩家可以避免不必要的戰鬥。如果觸發了戰鬥，則會進入戰鬥畫面。
《蘿樂娜的鍊金工房》戰鬥是回合制的，戰鬥會持續進行直到一方被擊倒，或逃跑。玩家可以使用物理性攻擊、道具或技能。戰鬥中双方的角色皆有生命值，當玩家的一名角色失去所有的生命值時，該角色就會昏倒。如果玩家的所有角色在一場戰鬥中全軍覆沒，他們就會被直接移回城鎮裡。

## 主要登場角色
下列中文譯名皆以官方翻譯為主。

### 主角
蘿樂娜全名：蘿樂萊娜・菲立克塞爾（Rororina Fryxell）
年齡：14歳；身高：148cm；血型：O型；興趣：做餡餅（派）。
聲優 - 門脇舞以
本作的主角，突然被師傅強迫而接下經營鍊金工房重任的少女，時而迷糊還少根筋的的新人鍊金術士。通稱：「蘿洛娜」（ロロナ）
受到亞斯特麗德幫助，治療了罹患流行病的雙親，卻沒錢付醫藥費，而以成為亞斯特麗德的弟子兼打雜小妹來代替還錢。

### 工房相關者
亞斯特麗德（師傅）
全名：亞斯特麗德・潔克西絲（Astrid Zxes）
年齡：26歳；身高：162cm；血型：AB型；興趣：逗弄愛徒。
聲優 - 田中敦子
蘿樂娜的師傅，即所謂的天才。只要她想做幾乎沒有做不到的事。
年少時期實力即受到亞蘭德王國的認可，然而數年後漸漸懶得接受委託，令居民們對其評價跌落，導致工房生意慘淡，面臨將要被關閉的窘境。
將證明工房有存在價值的重任丟給蘿樂娜處理。
霍姆
全名：霍姆（Hom）
身高：142cm。
聲優 - 井上奈奈(原版) / 結城愛良(新蘿樂娜、DX)（男） ； 宮崎羽衣(原版) / 彩乃羽由貴 (新蘿樂娜、DX)（女）
蘿樂娜的助手，亞斯特麗德製作的何蒙庫魯茲。沉默寡言、面無表情。根據玩家在遊戲中的問答會改變霍姆一開始的性別。
幫助蘿樂娜打理工房雜務，稱呼亞斯特麗德為大主人，蘿樂娜為主人。

### 同伴
庫蝶莉亞（小庫）
全名：庫蝶莉亞·馮·費爾巴哈（Corderia von Feuerbach）
年齡：13歳；身高：139cm；血型：AB型；興趣：收集小東西（飾品之類）。
聲優 - 喜多村英梨
蘿樂娜的青梅竹馬，出身名門貴族的千金。為人誠實可靠，有點嘮叨，但凡事都為蘿樂娜著想、擔心，經常跑來找蘿樂娜。
對於和其他人相較下略矮的身高十分介意。
伊克賽爾
全名：伊克賽爾・楊（Yksel Jahnn）
年齡：15歳；身高：164cm；血型：A型；興趣：做料理。
聲優 - 立花慎之介
蘿樂娜的青梅竹馬，在食堂工作的少年廚師，名義上是廚師學徒，但是店主平時不在的關係，因此從張羅食材到料理、接客等全部一手包辦。
個性溫厚開朗，但只要涉及料理的事，就好像變成了另一個人。
里歐涅菈
全名：里歐涅菈・海因茲（Lionela Heinze）
年齡：16歳；身高：153cm；血型：A型；興趣：和布偶聊天。
聲優 - 真堂圭
周遊列國，表演木偶戲的街頭藝人。因為生來就有不可思議的力量因此被故鄉眾人懼怕排斥，因此封閉內心造成怯弱的個性並且一直流浪各地。
赫勒赫魯（ホロホロ）
聲優 - 
里歐涅菈操縱的黑貓布偶。
阿藍妮亞（アラーニャ）
聲優 - 大垣理香
里歐涅菈操縱的黃貓布偶。
史特爾克
全名：史特爾肯布魯克・庫拉哈（Sterkenburg Cranach）
年齡：25歳；身高：185cm；血型：A型；興趣：餵養鴿子。
聲優 - 小杉十郎太
亞蘭德王國的騎士。
亞斯特麗德的青梅竹馬，向蘿樂娜告知工房面臨關閉，雖然給人冷酷印象，其實本性親切善良。
擔任蘿樂娜在三年內證明工房能夠勝任維持營運的監督人。
坦特里斯 （Tantoris）
全名：特里斯坦・奧科克（Tristan Alcock）
年齡：19歳；身高：174cm；血型：B型；興趣：與美麗的女性共度的時光。
聲優 - 近藤孝行
居無定所的吟遊詩人。喜歡彈奏吟唱詩歌給女性們聽。對蘿樂娜相當親切。
以假名隱藏身分，真實身份是梅利翁達斯的兒子，受父親所托對鍊金工房進行妨礙，但本人並不配合。
吉歐（Gio）
全名：路德維克・吉歐凡尼・亞蘭德（Ludwig Giovanni Arland）
年齡：46歳；身高：172cm；血型：B型；興趣：散步。
聲優 - 大塚明夫
自稱退休老人的謎之紳士，在蒂華娜的店舖機緣之下認識蘿樂娜。
真實身份是亞蘭德王國的第13任國王，是亞蘭德境內劍術最強的高手。

### 店舖經營者
伊克賽爾
参照上述同名者。
蒂華娜
全名：蒂華娜・海德布蘭德（Tifana Hildebrand）
年齡：23歳。；身高：159cm；血型：O型。
聲優 - 大垣理香
雜貨店的老闆娘，體弱多病的寡婦。接替病逝的丈夫獨力經營雜貨店，在男顧客群有相當高人氣。只要喝了酒就會發酒瘋及斷片。
光格爾
全名：光格爾・伯德内斯（Haggel Baldness）
年齡：39歳。；身高：190cm；血型：A型。
聲優 - 立木文彦
經營武器屋及從事冶鍛委託的老爹。個性爽快又重感情。
鍊金術士系列『永恆的瑪那2』、『莊嚴幻境』、『瑪那鍊金術』等前作皆有同名人物登場。
帕梅拉
全名：帕梅拉・伊比絲（Pamela Ibis）
年齡：不明（外表年齡約17歳）身高：148cm（推測）；血型：O型（推測）。
聲優 - 谷井明日香
附身在蘿樂娜在路邊撿到的熊布偶的幽靈少女。

### 其他
梅利翁達斯
全名：梅利翁達斯・奧科克（Meriodus Alcock）
年齡：48歳；身高：168cm；血型：AB型。
聲優 - 石井康嗣
亞蘭德王國的大臣，代替常常出外不在宮內的國王管理國政。
主張關閉鍊金工房以開發工業區的國策方針。
艾絲緹
全名：艾絲緹・愛哈德（Esti Erhard）
年齡：26歳；身高：165cm；血型：O型。
聲優 - 佐藤利奈
在王宮裡工作的大小姐，負責接洽各項委託任務的相關工作，曾經是亞蘭德王國的騎士，後來擔任接洽委託事務的櫃台小姐。
史特爾克的前輩；蒂華娜的酒友。
DLC、DX版可用角色。
柯爾
全名：柯爾・杜勒（Cole Durer）
年齡：8歳。
聲優 - (原版) / 柴原奈津美(新蘿樂娜、DX)
從事行商人的少年。
萊恩
全名：萊恩・菲立克塞爾（Ryan Fryxell）
年齡：35歳。；身高：不明；血型：不明。
蘿樂娜的父親，與妻子兩人生重病時被亞斯特麗德治療所救，喜歡與妻子出外旅行，相當相信治療了自己與妻子的亞斯特麗德是個十分優秀的人物。
蘿拉
全名：蘿拉・菲立克塞爾（Raura Fryxell）
年齡：33歳。；身高：不明；血型：不明。
蘿樂娜的母親，與蘿樂娜同樣有著天然呆的一面，看起來嬌柔，因為經常與丈夫旅行，所以也有一定的實力，生氣的時候也很恐怖。
托托莉
見托托莉的鍊金工房 ～亞蘭德之鍊金術士2～
結局後DLC『延長戰』登場，從未來被傳送過來這個時代。
梅露露
見梅露露的鍊金工房～亞蘭德之鍊金術士3～
結局後DLC『延長戰』登場，從未來被傳送過來這個時代。

## 主題歌
《Falling, The Star Light》
作詞、作曲：中河健，主唱 - 山本美禰子
（中文：不可思議的配方）
作詞、作曲：中河健，主唱 - 古原奈奈
（中文：若能穿越時空）
作詞：青木香苗，作曲：阿知波大輔，主唱 - 霜月遙

## 市場接受度
《蘿樂娜的鍊金工房》在推出的第一天即在秋葉原創下佳績。當日下午1:00，在主要的販售店所鋪貨的限量版皆已銷售一空。
根據Gamasutra的資料，直到2009年7月9日以前，《蘿樂娜的鍊金工房》是日本Amazon銷售量最好的PS3遊戲。 
整體來說，《蘿樂娜的鍊金工房》得到正面的評價。電撃PlayStation雜誌給予《蘿樂娜的鍊金工房》90/85/80/75的評分。而Fami通給予8/7/8/7的評分。

## 程式錯誤
玩家指出遊戲有缺陷，會造成當機、自動跳出遊戲、動畫出現錯誤等多項程式錯誤。Gust在修正後釋出更新程式於PlayStation Network供玩家下載。

## 相關產品
科學普及書籍
- 《與蘿樂娜一起學習最新科學》（ロロナと覚える最新科学）[7]發行：壽屋；出版：新紀元社。2009年9月30日發行，ISBN 978-4-7753-0756-4

漫畫
- 《蘿樂娜的鍊金工房—我的宝物》（ロロナのアトリエ わたしのたからもの）

漫畫選集
- 《蘿樂娜的鍊金工房 ～亞蘭德之鍊金術士～ 漫畫選集》（ロロナのアトリエ〜アーランドの錬金術士〜 アンソロジーコミック）Enterbrain出版。2009年10月13日發行
- 《蘿樂娜的鍊金工房 ～亞蘭德之鍊金術士～ 選集漫畫》（ロロナのアトリエ〜アーランドの錬金術士〜 コミックアンソロジー）一迅社出版。2010年1月5日發行

小說
- 《蘿樂娜的鍊金工房 ～蘿樂娜與偉大的錬金術士～》みのり文庫（日语：みのり文庫）出版。2010年1月25日發行

原聲音樂

## 外部連結
- 日文官方網站 （页面存档备份，存于）（日語）
- 鍊金工房～亞蘭德之鍊金術士1・2・3～ DX 官方網站（页面存档备份，存于）（繁體中文）